# Образовање у средњем веку (Западна Европа)
Овај чланак односи се на образовање у средњовековној западној Европи. За остале употребе погледајте Образовање у средњем веку.
Образовање у средњем веку пре свега се оријентисало на практичне потребе. Мада је било људи који су волели знање ради њега самог, они су били реткост и често су осећали потребу да траже изговоре за своју интелектуалну радозналост. Када су Јован из Солзберија и његове колеге хуманисти с краја 12. века из чисте радозналости читали прелепу паганску прозу обавезно су истицали како им је основни циљ да побољшају свој латински како би боље проучавали црквена дела.
Основни циљ био је да сваки човек поседује знање неопходно за обављање свог посла. Остала знања су била сувишна, а могла су бити и опасна. На пример Филип де Новар је наговарао младе племкиње да уче да читају како би могле боље да се моле али жестоко се противио да уче да пишу како не би могле писати љубавна писма.
Средњовековно образовање не може се описати само кроз академске установе као што су школе и универзитети, јер су и домови великаша представљали места где су млађи племићи стицали витешко образовање. Произвођење младића у витеза формално је означавало крај школовања и доказ да може да заузме своје место у друштву. Жене великаша су надгледале образовање племкиња и припремале их за брак. У градовима, систем шегрта који су успоставили еснафи играо је сличну улогу.
Шегрти су живели у мајсторовој кући и учили занат под његовим надзором. Шегрт је пролазио кроз своју коначну проверу знања у изради мајсторског дела. Формалним пријемом у гилду у статусу мајстора он је завршавао своје школовање.

## Распрострањеност писмености
Кроз цео средњи век књишко знање у Западној Европи, са изузетком Италије, углавном је било ограничено на оне који су припадали свештеничким редовима. До 12. века писмених лаика било је изузетно мало. После 1100. године њихов број се стално увећавао. Многи владари и племићи знали су да читају, док је међу трговцима и читање и писање сигурно било широко распрострањено. Међутим, не треба преувеличавати стварне размере писмености. Све племиће и већину трговаца опслуживали су чиновници који су водили њихову преписку и читали им писма која су добили. Истински образованих лаика готово да није било. Мада уобичајена тврдња да је Томас Мор први учени лаик који се појавио у Енглеској изазива сумњу, тешко је пронаћи неког пре њега. У Италији је ситуација у доброј мери била различита. Овде је римска традиција наставила да живи и ту је увек било добро образованих лаика и послова који су тражили образоване људе, а које се обављали лаици.

## Школе у средњовековној Европи
Више школе у Римском царству биле су отворене за свакога ко је могао да плати школарину и добијале су велику новчану помоћ од државе. Њихов задатак био је да обучавају правнике и државне службенике. Зато се у њима највише полагало на учење убедљивог јавног говора па су називане реторским школама. У њима се изучавало седам слободних вештина: граматика, реторика, дијалектика, геометрија, математика, астрономија и музика. Боеције је поделио ове вештине у две групе тако да су прве три чиниле тропуће (trivium) а преостале четири четворопуће (quadrivium). Римске школе нестале су брзо након пада Римског царства у свим деловима Европе (у Британији одмах по повлачењу легија а у Галији одржале су се до петог века). Међутим у Италији оне су наставиле да се развијају. Тамо је римско право остало на снази и правници су се и даље обучавали у реторским школама. Ове школе такође су образовале професионалне писце писама који су опслуживали неписмено становништво. Начин рада и предмети који су се изучавали у овим школама послужили су као узори за црквене школе које су се постепено развијале у осталим деловима западне Европе.
Од 6. до 12. века, готово све школе западне Европе имале су за циљ обучавање свештеника и биле су блиско повезане са катедралама и манастирима. Сваки опат био је обавезан да својим искушеницима пружи минимум верског образовања неопходан за вршење њихових верских обавеза. Сви монаси морали су да знају да читају своје молитвенике и црквене службе а било је веома пожељно да неки науче да пишу довољно добро да би могли да производе књиге које су манастиру неопходне. У неким манастирима са образовањем се ишло много даље. У 6. веку, ирски манастири били су средишта образовања где су се изучавали и предавали класици. Мешавина ирских и италијанских утицаја произвела је чувене манастирске школе северне Енглеске које су уништили викиншки пљачкашки походи. Мада је такозвана каролиншка ренесанса била усредсређена на дворску школу Карла Великог, њен рад су наставили разни манастири попут светог Мартина у Туру, Фулде и Флерија. Последњу од ових великих манастирских школа водили су Беку у Нормандији, Ланфранк и Анселмо од Кантерберија који ће постати прва двојица норманских архиепископа у Кентерберију. Укратко пре 11. века једине школе у којима се могло стећи више образовање биле су у манастирима, ако се изузме дворска школа Карла Великог, а готово сви стварно учени људи били су монаси или прелати који су обучавани као монаси.

## Образовање свештеника у средњем веку
У 6. и 7. веку, свештеници су стицали оно мало образовања које су имали у домовима епископа. Сваки епископ имао је у својој служби известан број младих људи из нижих свештеничких редова чије је образовање надгледао. У неким случајевима учитељ је био сам епископ, док је у другима унајмљивао посебног школског учитеља (magister scholarum). Како је свештенство везано за катедрале постајало све организованије и како су колегијуми попримили коначни облик, школски учитељ је често постајао члан колегијума који је водио редовну школу. Карло Велики је наредио својим епископима да при катедралама успоставе редовне школе, али се не зна у којој су га мери они послушали. Већина школа које су настале током његовог доба пропале су током викиншке најезде. У 11. и 12. веку, црквени сабори су редовно позивали на оснивање школа при свакој катедрали, али требало је много година да се наметне поштовање ових одлука. Изгледа да је основни проблем био оклевање колегијума да доделе средства од којих би се издржавао учитељ. Тек у 13. веку, систем катедралних школа коначно је заокружен.
Међутим много пре тога неколико катедралних школа су постале истакнута средишта знања. Крајем 11. и у 12. веку школа у Шартру била је позната по предавањима из седам слободних вештина, нарочито граматике и реторике. Из ње су изашли такви љубитељи латинских класика као што су Јован из Солзберија и Хилдеберт из Ла Мана. Школе при катедралама у Лиону и Паризу биле су познате по проучавању теологије.
У овим катедралним школама изучавали су се предмети из тривијума или и из тривијума и из квадривијума. Присцијан и Донат коришћени су као уџбеници у настави граматике. Александар из Вила Деа саставио је 1199. године уџбеник звани Doctrinale, који је остао основни уџбеник кроз читав средњи век. Он је био нарочито користан зато што је био писан у стиху па га је било лако памтити. Поред тога ученици су читали одломке из Овидија, Вергилија и Хорација. Реторика је предавана према традиционалним формулама као вештина изражавања. Дијалектика се у суштини сводила на учење логике. Геометрија је обухватала оно мало знања о географији. Пре увођења арапских знања, математика је била тек нешто више од проучавања таблица уз помоћ којих су се израчунавали датуми покретних празника уз нешто вежбања у употреби рачунаљке. Иако су из ових школа изашли неки веома образовани људи то су биле основне школе са задатком да обезбеде писмене свештенике за црквене употребе. Све више образовање до којих се у њима долазило било је мање-више ствар случаја или предузимљивости појединих учитеља, а не део образовног система.

## Основно образовање у средњем веку
После појаве универзитета, катедралне и манастирске школе коначно су постале основне школе без икаквих амбиција да се баве вишим образовањем. Истовремено се појавило још много других основних школа. Чак и у раном средњем веку неки градови имали су школе, а од 13. века градске основне школе биле су општа појава. Многи припадници свештенства бавили су се подучавањем. У позном средњем веку постало је уобичајено да племић или богати трговац успостави фонд за доживотно издржавање свештеника који ће изговарати молитве за њихову душу.
Пошто ово није могао бити једини посао свештенику је стављено у задатак да води школу. У 14. веку, Виљем из Викема, епископ Винчестера, дошао је на идеју да оснује школу чији ће једини циљ бити припрема ученика за универзитет. Он је основао Винчестер колеџ као основну школу са које су ученици одлазили у другу установу коју је он основао – нови колеџ у Оксфорду. Касније основани Итон био је у сличној вези са Краљевским колеџом у Кембриџу. Дакле до 14. века све катедрале, манастири и градови имали су основне школе, а постојао је и већи број школа истог нивоа.

## Универзитети у средњем веку
Универзитети су далеко најзначајније образовне институције у средњем веку. Реч universitas у основи значи све, у колективном смислу, и могла се применити на сваку групу људи који су сарађивали са заједничким циљем. Универзитети су били образовне гилде. У северној Европи, то су биле гилде професора док су у Италији и јужној Европи биле гилде студената. У оба случаја, оне су осниване да заштите своје чланове и да унапреде њихове заједничке интересе. Пошто су професори или студенти могли да оснују такве организације за заједничко деловање без нарочите дозволе владара и без привлачења пажње савремених хроничара, не може се одредити тачан датум настанка три најстарија универзитета: у Болоњи, Паризу и Оксфорду, док је датум оснивања Кембриџа крајње непоуздан. Све што се зна јесте када су добили неку врсту званичног признања. Касније универзитете оснивали су владари па се датуми њиховог оснивања могу поуздано утврдити.
- грб Болоњског универзитета
- грб Кембриџа
- грб Оксфорда

### Болоњски универзитет у средњем веку
Болоња је била нарочито позната по добрим предавачима вештине изражавања и један број значајних дела о реторици створили су тамошњи учитељи. Затим су у 11. веку италијански правници почели да изражавају незадовољство једноставним приручницима римског права које су користили и тражили су да се дубље упознају са својом струком. Ово одушевљење увећано је поновним откривањем најважнијег дела Јустинијановог Зборника грађанског права (Corpus Iuris Civilis)-Дигеста. Убрзо су италијански ученици изучавали римско право у целини, а главно средиште тих изучавања била је Болоња. Крајем 11. века помиње се чувени учитељ из Болоње Пепо. Међутим, човек који је заиста прославио Болоњу као средиште истраживања права био је Јернерије, који је изгледа први пут употребио опширна знања из римског права како би коментарисао законике који су тада били у практичној употреби. Грацијан је радио у Болоњи средином 12. века. Пошто се изучавање медицине већ проширило по Италији из чувене медицинске школе у Салерну, Болоња је крајем 12. века нудила подучавање из бар четири предмета: реторике, грађанског права, канонског права и медицине.
Слава болоњских школа привлачила је студенте из целе западне Европе који су се ту окупљали да би учили од разних учитеља. Ови студенти нису могли да се заштите као појединци од превеликих цена које су им наметали станодавци и дућанџије па су убрзо основали две гилде ради међусобне заштите. Студенти који су дошли изван Италије основали су Ултрамонтанску гилду или нацију док су Италијани чинили Цисмонтанску лигу. Сваку нацију водио је изабрани ректор (rektor). Убрзо су учитељи разних предмета створили сопствене гилде али су студентске гилде имале главну реч о свим питањима осим одређивања неопходног нивоа знања да би се стекла диплома. Учитељи, односно професори, морали су да се закуну на покорност ректорима, да питају за њихову дозволу пре него што изађу из града, као и да плаћају ако закасне на предавања или ако га превише продуже.

### Париски универзитет у Средњем веку
Крајем 11. века катедрална школа у Паризу постала је значајно образовно средиште. Канцелар, службеник колегијум коме је поверен надзор над школом и који је давао дозволе за предавања, одобравао је учитељима са одговарајућим квалификацијама да држе предавања у кућама близу катедрале Нотр Дам на Ил де ла Ситеу. Једина стварна веза између ових учитеља и саме катедралне школе састојала се у томе што им је дозволе давао и одузимао канцелар-. Сваки учитељ изнајмљивао је погодну собу и наплаћивао свој рад а свршени студенти добијали су дозволу да предају и диплому од канцелара. Гијом из Шампоа и Петар Абелар били су учитељи под покровитељством Нотр Дама када су водили своје чувене расправе о природи универзалија.
Затегнутост између канцелара и учитеља била је неизбежна нарочито ако би се међу овим другим нашао неко слободоуман попут Абелара. На брежуљку на левој обали Сене, тачно наспрам Ил де ла ситеа уздизао се манастир Сен женевјев. На његовом месту данас се налази Пантеон, украшен муралима који приказују живот и добра дела свете Женевјеве. Учитељи који би се посвађали са канцеларом обично би прелазили преко реке да би предавали под заштитом опата. Временом крај овог манастира и падина која се спуштала према Сени прекривени су школама, док су Ил де ла Сите учитељи готово сасвим напустили. Управо ту, на левој обали усред Латинске четврти налази се и данас Париски универзитет.
До краја 12. века учитељи који су предавали у Паризу основали су гилду односно универзитет. У једној повељи Филипа Августа из 1200. године којом се дају повластице париским професорима и студентима, помиње се универзитет а десет година касније поменут је универзитетски званичник који се назива проктор. До 1219. године предавачи су се поделили на четири нације, свака са проктором на челу: Француска, Нормандија, Пикардија и Енглеска. Око средине 13. века појављује се изабрани главар свих професора који се назива ректор. Професори теологије, канонског права и медицине основали су посебне факултете са деканима на челу. Тако је ректор теоријски био само челник факултета слободних вештина али пошто је овај био далеко највећи он је полагао право на положај главног званичника универзитета. То право му је и признато али тек после дуге и огорчене борбе са деканом теолошког факултета.

### Оксфордски универзитет у Средњем веку
Град Оксфорд налази се у географском средишту Енглеске, па су током прве половине 12. века путујући професори из Париза одржавали повремено предавања.
Мање-више непрекидна непријатељства између енглеског краља Хенрија II и француског краља Луја VII отежавали су положај енглеских учених људи у Паризу и Хенри је 1167. године наредио свима њима да се врате кући. Овим је означен почетак заснивања великог школског средишта у Оксфорду. Знамо да је 1185. године Гиралдус Камбренсис прочитао једно од својих дела пред великим скупом професора и студената, као и да је 1209. један можда превише одушевљени хроничар проценио број студената у Оксфорду на 3000. За челника универзитета са називом канцелар први пут чујемо 1214. године. Једно време професори су били подељени у две нације, северну и јужну, којима су на челу били проктори, али до краја 13. века нације су укинуте мада су два проктора остала као универзитетски званичници. За разлику од Париза виши факултети на Оксфорду нису имали декане, нити су били посебно организационо издвојени. Канцелар и проктори били су званичници универзитета у целини а већина управних послова обављена је на заједничкој скупштини свих професора.

### Кембрички универзитет у Средњем веку
Порекло Кембриџа је веома магловито али све указује да су га основали дошљаци из Оксфорда и Париза. Пошто први универзитети нису умали своје зграде него су само изнајмљивали неопходне објекте, професори и студенти лако су се одлучивали на селидбу. У неколико наврата било је одлазака из Оксфорда због сукоба са градским или краљевским властима и неки који су тада отишли очигледно су се настанили у КембриџуСтуденти Париза озбиљно су се сукобили са краљицом-намесницом Бланшом од Кастиље и папским легатом који јој је помагао да влада у име њеног малолетног сина (1230). Певајући простачке песмице о односима краљице и легата припадници универзитета масовно су напустили Париз. Многи су отишли у анжер, који је тада држао Бланшин огорчени непријатељ Петар од Дреа, војвода Бретање, али остали су доспели у Кембриџ.

### Остали средњовековни универзитети
У 13,14 и 15. веку основани су многи универзитети. Једним исељавањем из Болоње у Падови је 1222. године основан универзитет. Фридрих II успоставио је 1224. године у Напуљу први универзитет који је створен по налогу неког владара. Како би помогао сузбијање албижанских јеретика папа је 1230. у Тулузу основао универзитет. Крајем 13. века многи универзитети основани су у Шпанији и Португалу. Током 14. века седам их је основано у Италији, четири у Француској и пет у Немачкој. Током 15. века основано је још седам универзитета у Француској и још неколико у Италији и Немачкој.

## Одлике средњовековних универзитета
Мада су универзитети у Паризу, Оксфорду и Кембриџу били по много чему различити, имали су у суштини исте основне особине, па се о њима могу донети неки уопштени закључци. Сваки од ових универзитета водио је дугу битку за независност, како од црквених тако и од лаичких власти. Пошто су сви професори и студенти имали свештеничке тонзуре и пошто су сви били заређени они су теоријски били изузети од хапшења или кажњавање од стране световне власти. У ствари челници универзитета обезбедили су себи широка световна овлашћења. Начини на који су стизали до овог циља били су слични. Почињало би тако што би студент учинио неки преступ попут нереда у крчми или силовања. Онда би грађани и њихови званичници покушали да похапсе студенте. Дошло би до немира који су некада знали да сасвим измакну контроли. Једном приликом оксфордски студенти су неколико дана били под правом оружаном опсадом. Пошто су студенти такође били наоружани дошло је до жестоког сукоба који је окончан тек доласком краљеве војске. После таквих немира универзитетски званичници упутили би жалбу краљу који је спор готово увек решавао тако што би давао већим овлашћења челнику универзитета. У случају да краљ оклева универзитет би се ослонио на папску подршку. Канцелар Оксфорда добио је пуна правосудна овлашћења над професорима, студентима и њиховим слугама.
Када се универзитет у Паризу тек појавио додела диплома и дозвола за предавање била је у рукама канцелара колегијума Нотр-Дама а судска овлашћења из области црквеног права над професорима и студентима имао је париски епископ. После дуге, жестоке борбе током које су упућене многе жалбе папи, овлашћења епископа и канцелара, овлашћења епископа и канцелара сведене су на пуке формалности. Правосудне дужности пренесене су на ректора док је канцелар и даље издавао дозволе, али било му је забрањено да одбије да их додели људима које му предложе факултети. Оксфорд је био још успешнији епископ Линколна живео је далеко од Оксфорда, а његов представник у граду, архиђакон Оксфорда није могао да се мери са канцеларом универзитета. Врло брзо канцелар је стекао потпуна правосудна овлашћења у погледу црквеног права, не само над професорима и студентима већ и над самим градом Оксфордом.

### Студије
Да би био примљен на универзитет од студента се очекивало да докаже да зна да чита и пише на латинском, али пријемни испити су схватани олако и многи студенти су долазили неспремни. Управо због овога основао је Виљем из Викема Винчестер колеџ за припремање студената. По пријему студент је почињао да ради на граматици, реторици и логици. Професор би узео неки уџбеник, прочитао текст и коментаре текста које су сачинили његови истакнути претходници и онда је додавао своје коментаре. Овај поступак називан је слушањем књиге. У Паризу студент који одслуша две књиге о граматици и пет о логици стицао је дипломе из ових вештина. То је значило да је нека врста професорског шегрта, асистента, и да је могао да подучава друге који су тежили истом степену. Пошто одслуша пет књига Аристотела и неколико математичких дела стицао је право на дозволу за предавање. Поред слушања књига од студента се очекивало и да неколико и сам прочита. На Оксфорду је кандидат за неки степен морао да доведе одређени број професора који би се заклели да је он одслушао и прочитао тражена дела.
Мада је студент могао да се упусти у проучавање неопходна за стицање докторског звања у канонском или грађанском праву а без претходно стеченог магистарског степена, овај степен био је неопходан за напредовање у медицини и теологији. Право је предавано методом који је горе описан, читањем текста и коментарима професора. У медицини студенти су слушали две врсте дела, она о теорији и она о пракси. Праве праксе у данашњем смислу није било као што није било ни правих лабораторија. Најцењенији и најомиљенији предмет била је теологија и ту је достизање докторског звања представљало велики успех. Магистар би четири године морао да слуша предавања о Библији и још две године расправе о делу Сентенције Петра Ломбардада би постао дипломирани теолог. Затим је учио још шест година, које су такође углавном биле посвећене Библији и Сентенцијама да би добио дозволу да предаје теологију. Обично би била потребна још једна година да би и формално постао доктор и да би добио докторску катедру.
Током свих ових година учења студент је учествовао у многим расправама, односно јавним разговорима о теолошким питањима. Учествовање у одређеном броју расправа био је неопходан услов за стицање дипломе. По правилу он је такође морао да одржи одређени број проповеди.

### Деградација студија
Многим студентима било је веома тешко да испуне услове за добијање дипломе па су тражили попусте односно ублажавање неких услова. Наставно особље обично им је излазило у сусрет ако им се, у замену за то, приреди величанствена гозба са много јела и пића. Убрзо нико није могао да испуни услове и сви су стицали дипломе преко попуста. Требало је само провести довољно времена на универзитету и имати довољно новца да би се подмирили трошкови попуста. Нико није ишао на предавања а пошто су професори били плаћени по часу предавања ускоро није ни било. Само онај ко је заиста желео да учи и ко може да нађе некога ко ће га подучавати могао је нешто да научи.

### Стварање колеџа
У другој половини 13. века један број побожних и добродушних људи забринуо се над горком судбином сиромашних студената. Смештај и храна били су прескупи тако да их многи нису могли приуштити. Ови добротвори оснивали су установе где су сиромашни студенти могли да се хране и да станују бесплатно или за врло мало новца. Да би се бар донекле обезбедило пристојно понашање студената у овим установама са њима је живео један или више професора. Када би пожелео нешто да научи студент би се обратио за помоћ неком од професора који су живели под истим кровом. Тако су настали колеџи који су имали велику улогу у развоју три велика европска универзитета (Париски, Оксфорд, Кембриџ). Први колеџ у Паризу основао је богати трговац Роберт де Сорбон 1258. године и његова Сорбона чувена је и дан данас. До 1500. године у Паризу је постојало шездесетак колеџа. Волтер из Мертона, епископ Рочестера, основао је 1260. године Мертон колеџ у Оксфорду а отприлике у исто време Џон Балиол, велможа из северне Енглеске, успоставио је Балиол колеџ. Колеџе су богато обдаривали поседима и приходима.

### Понашање студената и професора
Студенти средњег века нису се много разликовали од данашњих. Неки су учили а неки нису. Много су пили и јурили жене. Већина их често није имала ни пребијене паре. Сачувани су неки приручници са предлошцима за писма која су користили студенти. Многа писма представљају примере различитих изговора како би се од родитеља или рођака искамчио новац али има и оних који уче како позвати девојку на вечеру. Многи професори и студенти су се насилнички понашали. Један немачки професор који је побио неколико својих колега отпуштен је тек када је једног избо ножем на састанку наставничког особља. Оксфордски правилник забрањивао је студентима да доносе лукове и стреле на час. Крађе и провале студената биле су више него честе. Међутим важно је напоменути да није било тешко стећи статус студента, па је то била добра маска за људе који су били злочинци. Студенти нису потпадали под надлежност световних судова а црквени судови били су познати по својој благости.

## Универзитети и школе у средњем веку
У средњем веку јавила се потреба за отварањем школа и универзитета. Школе су се отварале при црквама и манастирима. Учило се: читање, писање, певање и рачуница. Верски списи користили су се као уџбеници . Највећи део становништва остао је неписмен.

## Значај универзитета
Упркос многим и очигледним манама универзитет је имао велики значај за развој средњовековне цивилизације па и за развој целокупне европске цивилизације. Он је помагао учене људе и пружао повољне услове за стицање знања. Већина учених људи позног средњег века били су повезани са универзитетима. Осим тога поједини факултети важили су за ауторитете у својим областима тако да се једном приликом папа извинио зато што је пресудио неки теолошки спор, а да се претходно није консултовао са теолошким факултетом из Париза. Дипломци универзитета попуњавали су радна места за које је било потребно образовање. Тако су магистри вештина који нису остали на универзитету постајали учитељи у школама. Доктори грађанског права постајали су адвокати у земљама у којима је примењивано римско право или службеници световних владара. Звање доктора теологије водило је или до предавача на универзитету или до напредовања у црквеној служби.
Укратко, мало је вероватно да би до општег напретка цивилизације који је обележио позни средњи век уопште дошло без универзитета.